# Numata Jakō
Pour les articles homonymes, voir Numata (homonymie).
Numata Jakō est un nom japonais traditionnel ; le nom de famille (ou le nom d'école), Numata, précède donc le prénom (ou le nom d'artiste).
Numata Jakō (沼田麝香, 1544 – 4 septembre 1618) ou Hosokawa Maria (細川 マリア) est une noble japonaise de l'époque Sengoku. Elle est surtout connue pour ses combats et pour avoir accompagné Hosokawa Fujitaka lors du siège de Tanabe pendant la bataille de Sekigahara.

## Biographie
Numata Jakō est la fille de Numata Mitsukane, seigneur du château de Kumagawa dans la province de Wakasa, un vassal du clan Ashikaga. Elle épouse Hosokawa Fujitaka vers 1562 et donne naissance à Hosokawa Tadaoki en 1563.
Influencée par la femme de son fils, Hosokawa Gracia, elle se convertit au christianisme. En 1600, Ishida Mitsunari, le chef de l'armée de l'Ouest à la bataille de Sekigahara, tente de prendre Gracia en otage. Le serviteur de la famille, Ogasawara Shōsai, la tue pour préserver son honneur. Puis, avec le reste de la maisonnée, il se fait seppuku et brûle le manoir. Numata Jakō est très affectée par l'incident. Quelques jours plus tard, lorsque l'armée de l'Ouest atteint les portes du château de Tanabe, elle combat courageusement aux côtés de sa famille.

### Siège de Tanabe

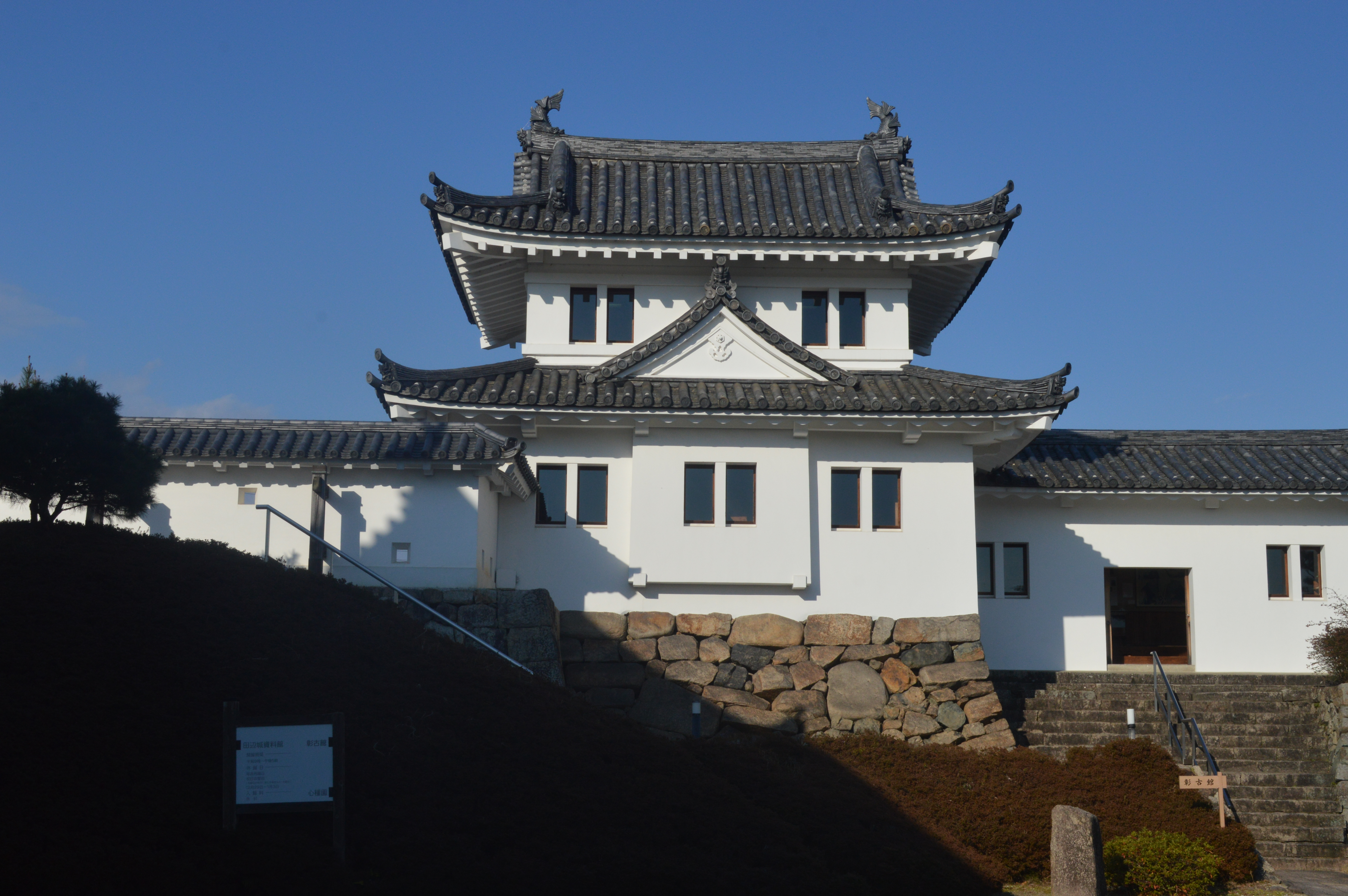
Château de Tanabe

Les Hosokawa se rangent du côté de Tokugawa Ieyasu (armée de l'Est) contre Ishida Mitsunari (armée de l'Ouest) pendant la bataille décisive de Sekigahara. Pendant le siège du château de Tanabe, il n'y a que 500 soldats de l'armée de l'Est pour défendre le château contre 15 000 du côté de l'armée de l'Ouest.
Numata Jakō joue un rôle important tout au long du siège. La nuit, elle enfile son armure et fait le tour des hommes de garde pour leur remonter le moral. Elle fait un diagramme des bannières de ces unités ennemies qui tirent haut pour ne toucher personne ou qui tirent en utilisant uniquement de la poudre et sans balles de mousquet. Si les Hosokawa survivent au siège, c'est en partie grâce aux sympathisants de la force ennemie et elle veut qu'ils soient épargnés. Le général commandant le siège a un grand respect pour Hosokawa Fujitaka. Pour cette raison, l'attaque manque de l'esprit habituel d'un siège de samouraï : les assaillants tirent même sur les murs avec des canons chargés uniquement de poudre. Fujitaka dépose les armes après un décret impérial de l'empereur Go-Yōzei.
Après la victoire de l'armée de l'Est à Sekigahara, Numata Jakō et sa famille sont récompensés et félicités par Tokugawa Ieyasu.

### Siège d'Osaka et mort
Après la bataille de Sekigahara, le clan Hosokawa devient l'un des clans fidèles au shogunat Tokugawa. Hosokawa Tadaoki reçoit un fief à Buzen (Kokura) et continue à servir Tokugawa au siège d'Osaka.
Numata Jakō survit à toute la période des États en guerre et meurt le 16 juillet 1618 à l'âge de 75 ans, trois ans après le siège d'Osaka. Sa tombe est située dans le temple Nanzen-ji, dans la ville de Kyoto.

## Culture populaire
Numata Jakō est un personnage jouable de la série de jeux vidéos Samurai Warriors 4.